# Carolin Schraa
Carolin Schraa (* 6. September 1991) ist eine deutsche Fußballspielerin.

## Karriere
Schraa spielte zuletzt im Seniorinnenbereich für die Sportfreunde Ippendorf – ein Verein aus dem gleichnamigen Bonner Stadtteil – für die sie von 2011 bis 2016 in der Landesliga Mittelrhein und im weiteren Verlauf in der Mittelrheinliga in 83 Punktspielen aktiv war und 120 Tore erzielte.
Zur Saison 2016/17 wurde sie vom 1. FC Köln verpflichtet, für den sie in ihrer ersten Saison in der Gruppe Süd der seinerzeit zweigleisigen 2. Bundesliga in 21 Punktspielen eingesetzt wurde und 14 Tore erzielte. Der Tatsache geschuldet, dass der Meister, die zweite Mannschaft der TSG 1899 Hoffenheim nicht aufstiegsberechtigt war, da bereits die erste Mannschaft in der Bundesliga vertreten war, stieg sie mit ihrer zweitplatzierten Mannschaft in diese Spielklasse auf.
Ihr Bundesligadebüt gab sie am 3. September 2021 (1. Spieltag) bei der 0:2-Niederlage im Auswärtsspiel gegen den 1. FFC Frankfurt. Ihr erstes Tor ließ nicht lange auf sich warten; sie erzielte es am 2. Spieltag, sechs Tage später bei der 2:5-Niederlage im Heimspiel gegen die SGS Essen mit dem Treffer zum 1:3 in der 79. Minute. Es blieb ihr einziges Tor in 13 Saisonspielen. Am Saisonende reichte Platz 11 in einem Teilnehmerfeld von 12 Mannschaften nicht zum Klassenverbleib und so begleitete sie ihre Mannschaft in die eingleisige 2. Bundesliga, aus der sie nach zwölf Toren in allen 26 Saisonspielen, in die Bundesliga zurückkehrte – abermals dem Umstand geschuldet, dass die beiden vor ihrer Mannschaft platzierten Vereine nicht aufstiegsberechtigt waren, da ihre Erstvertretungen in der höchsten Spielklasse bereits vertreten waren. Aus dieser kehrte sie nach 19 torlosen Punktspielen erneut als Elftplatzierte in die 2. Bundesliga Süd zurück. Mit dem 3:1-Sieg im Auswärtsspiel gegen den FC Bayern München II am 11. Oktober 2020 (2. Spieltag) bestritt sie als Einwechselspielerin ihre letzten acht Minuten für den 1. FC Köln. Ein im Frühjahr 2021 erlittener Kreuzbandriss zwang sie zu einer knapp einjährigen Genesungspause und verlor damit den Anschluss an die inzwischen stark verjüngte Kölner Bundesligamannschaft. Nach ihrer Rückkehr verhalf sie mit 12 Toren in ebenso vielen Punktspielen in der Rückrunde der Saison 2021/22 dem in der drittklassigen Regionalliga West spielenden 1. FC Köln II zur regionalen Meisterschaft und damit zum Aufstieg in die 2. Bundesliga.
In dieser Spielklasse bestritt sie in der Saison 2022/23 22 von 26 Saisonspielen, in denen sie zwölf Tore erzielte – jedoch für den Ligakonkurrenten SG 99 Andernach zu dem sie gewechselt war. Ihren Auftakt zum Saisonstart am 28. August 2022 krönte sie beim 3:1-Sieg im Heimspiel gegen die zweite Mannschaft des SC Freiburg gleich mit zwei Toren.

## Erfolge
- Aufstieg in die Bundesliga 2017
- Meister Regionalliga West 2022